# Корватунтурі
Корватунтурі — фьєльди (пласкі гори) в Лапландії. Розташовані на території Національного парку Урго Кекконен у муніципалітеті Савукоскі. Його назва в перекладі фінської означає «Фьєльди-Вуха» через свою унікальну форму.
Покриті товстим сосновим лісом, містить озера, що замерзли, і тисячі північних оленів, що вільно мігрують цією місцевістю, Корватунтурі лежить на висоті 486 метрів над рівнем моря. Гора має три вершини, середня вершина — на кордоні між Фінляндією і Росією. Оскільки Корватунтурі лежить на кордоні країни, всі відвідувачі й туристи мають отримувати письмову згоду від прикордонної охорони Фінляндії. Прямої дороги, що веде в фьєльди, немає, але, щоб дістатися туди, є туристичні маршрути, один з них починається в районі Савукоскі.

## Культурне значення

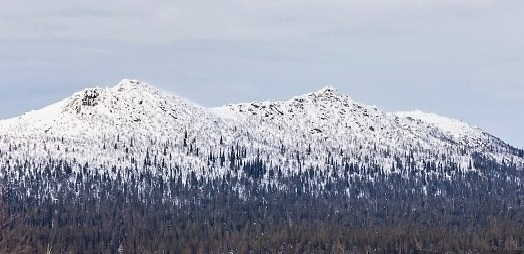
Корватунтурі взимку

Корватунтурі відоме завдяки тому, що там проживає фінський різдвяний персонаж Йоулупуккі. Згідно із фінським фольклором, у цьому місці є секретна майстерня Йоулупуккі, де виготовляються іграшки, сувеніри і подарунки до Різдва, які згодом загортають для відправлення гноми. Гноми відомі своєю добродушною поведінкою і своєю участю в охороні будинків, вони також відповідальні за вивчення й передбачення погодних умов для здійснення щорічної подорожі з доставлення подарунків по всьому світу. За легендами також кажуть, ця форма гір, що схожа на вуха, дає змогу Йоулупуккі добре чути різдвяні бажання кожної дитини на Землі. В популярному медіа просторі, ці легенда була освітлена в сучасній формі у фільмі Рідкісні експортні товари: Різдвяна історія.
Йоулупуккі має адресу для написання різдвяних листів: поштовий код 99999 Корватунтурі.